# Pakość (gmina)
Pakość est une gmina mixte du powiat de Inowrocław, Couïavie-Poméranie, dans le centre-nord de la Pologne. Son siège est la ville de Pakość, qui se situe environ 13 km à l'ouest d'Inowrocław, 36 km au sud de Bydgoszcz, et 44 km au sud-ouest de Toruń.
La gmina couvre une superficie de 86,29 km2 pour une population de 9 971 habitants.

## Géographie
La gmina est bordée par les gminy de Barcin, Dąbrowa, Inowrocław, Janikowo et Złotniki Kujawskie.